# Leptarthra
Leptarthra es un género de insecto coleóptero de la familia Chrysomelidae.

## Especies
- Leptarthra abdominalis Baly, 1861
- Leptarthra aenea Laboissiere, 1926
- Leptarthra auriculata (Laboissiere, 1931)
- Leptarthra collaris Baly, 1878[2]
- Leptarthra fasciata (Jacoby, 1894)
- Leptarthra gebieni (Weise, 1922)
- Leptarthra nigropicta (Fairmaire, 1889)
- Leptarthra pici Laboissiere, 1934
- Leptarthra ventralis Harold, 1880